# Oxyelaea elegans
Oxyelaea elegans är en bönsyrseart som beskrevs av Giglio-tos 1917. Oxyelaea elegans ingår i släktet Oxyelaea och familjen Tarachodidae. Inga underarter finns listade i Catalogue of Life.